# Столетний, Андрей Корнеевич
Столетний Андрей Корнеевич (1890, Кривой Рог, Херсонская губерния — 1984, Кривой Рог, Днепропетровская область) — младший унтер-офицер, полный Георгиевский кавалер.

## Биография
Родился в 1890 году в местечке Кривой Рог.
Получил начальное образование, работал на Гданцевском чугунолитейном заводе.
Участник Первой мировой войны в составе Прагского 58-го пехотного полка, младший унтер-офицер. Отметился исключительным героизмом, был в немецком плену. 11 сентября 1915 года в районе деревни Панталия в предместье Сурмичи Дубенской волости получил ранение и был отправлен на излечение в лазарет 15-й пехотной дивизии.
Участник Гражданской войны в России. Активный участник восстановления промышленности Кривбасса после Гражданской войны. Работал на криворожском заводе «Пневматик».
Умер в 1984 году в Кривом Роге.

## Награды
- Георгиевский крест 1-й степени (1916)[1];
- Георгиевский крест 2-й степени;
- Георгиевский крест 3-й степени;
- Георгиевский крест 4-й степени.